# Åneby
Åneby este o localitate din comuna Nittedal, provincia Akershus, Norvegia, cu o suprafață de 0,59 km² și o populație de 1.353 locuitori (2013).